# ABAB
ABAB, Allmänna bevakningsaktiebolaget, var ett statligt ägt aktiebolag som bildades 1964 efter beslut i riksdagen. År 1988 överfördes ABAB till statliga bolaget Procordia som även innehöll verksamheter som städbolaget Renia och måltidsbolaget Sara Cater Partner. 1992 såldes eller ombildades verksamheterna till Partena Service och ABAB blev Partena Security.

## Historia
År 1965 fick företaget monopol på bevakningsuppdrag inom statsverket (förordning 1984:589). Vid uppdrag på skyddsobjekt med hög säkerhetsklassning måste Försvarsmakten anlita ABAB för bevakningsuppdraget. Förordningen (1984:589) upphävdes 1991-07-01. ABAB växte under 1970-talet och bland de nya kunderna fanns Stockholmspolisen för vilken man skötte bevakningen vid Storstockholms lokaltrafik (tunnelbanan), länsstyrelser och utländska ambassader i Stockholm. För ABAB:s larmtekniska kompetens stod Telelarm som ABAB bedrev ett nära tekniksamarbete med åren 1975–1997. När Telelarm blev uppköpt av Securitas 1997 avbröts samarbetet.

## ABAB-vakter
ABAB-väktarna var anställda som tjänstemän under tjänstemannaavtal. Anställningen startade med utbildning på ABAB bevakningsskola med sikte på att placera den anställde på ambassad (Stockholm) eller något av skyddsobjekten (övriga landet). Väktar-, ordningsvakt-, skyddsvakt- samt vapenutbildning gav grunden för den enskilde ABAB-vakten. 
Verksamheten expanderade snart ut till den civila marknaden. Under privatiseringsvågen i slutet på 1980-talet beslutade riksdagen att göra sig av med verksamheter som inte räknades till statens kärnverksamhet. ABAB räknades dit
Då ABAB bildades var uniformen lika arméns permissionsuniform m/60, dock uppsydd i grönt i stället för grått tyg. Sedan togs en unifrom med gröna byxor med påsydda pressveck, khaki-skjorta, en grön jacka, och en champagnefärgad basker. Vintertid bars även arméns vindrock m/59 försedd med ABAB:s knappar och märken. Utrustningen bars i ett koppelförsett bälte; dit hörde svart batong och det kunde vara handfängsel och revolver av märket Arminius.
För mer representativa och stillasittande uppdrag i exempelvis reception fanns en klädsel bestående av vit skjorta och ljusblå kavaj med grå byxor eller kjol. Till dessa fanns axelhöster om väktaren var utrustad med skjutvapen.
Märket var ett falkhuvud med en sköld med tre kronor och satt bland annat i baskern och på klädernas ena ärm.

## ABAB-skolan
ABAB-skolan utgjorde kärnan i bevakningsverksamheten. Skolan var belägen i ABAB:s lokaler på Östhammarsgatan 74 i Stockholm. Brandskyddsutbildningen skedde i den näraliggande Frihamnen. ABAB-skolan erbjöd även uppdragsutbildning till myndigheter och privatpersoner (ordningsvakter). Skolan hade ett nära samarbete med ABAB:s larm- och radiocentral vid radioutbildningen. I skolan fanns ett självskyddscenter där ABAB-vakterna blev skolade i konflikthantering och självskydd och en skjutbana. I ABAB-skolan fanns även en tunnelbanebiljetthall för utbildning av de ABAB-ordningsvakter som blev placerade i tunnelbanetjänst. Ambitionen var att så nära som möjligt efterlikna miljöer där ABAB-vakterna arbetade. Skolan lades ned vid omprofileringen av ABAB från säkerhet till service.

## Efter ABAB
År 1988 överfördes ABAB till Procordia som även innehöll verksamheter som städbolaget Renia och måltidsbolaget Sara Cater Partner. År 1989 bildades ABAB/Larmassistans, ett samgående mellan dåvarande LarmAssistans AB och ABAB. År 1992 såldes eller ombildades verksamheterna till Partena Service och ABAB blev Partena Security.
År 1995 köpte franska Sodexho upp Partena, som vid den här tiden inte bara var verksamma inom bevakningsbranschen. År 1996 såldes bevakningsverksamheten till danska Falck. Det nya namnet blev Falck Security. År 2008 såldes bevakningsverksamheten återigen, denna gång till det brittiska säkerhetsföretaget Group 4 Securicor. Företaget blev två: G4S Security Services AB (bevakning) respektive G4S Cash Services AB (värde). G4S Cash Services såldes till norska Nokas och blev Nokas Värdehantering AB. G4S Security Services AB har efter det bytt namn till Avarn Security. År 2019 lämnades Avarn Security som dellikvid av ett köp till Nokas Security AB, och under hösten påbörjades en sammanslagning av bolagen under det nya namnet Avarn Security AB.